# Madhuca sessiliflora
Espèce
Statut de conservation UICN

 VUB1+2c : Vulnérable
Classification phylogénétique
Madhuca sessiliflora est une espèce de plantes à fleurs de la famille des Sapotaceae. C'est un arbre endémique à la Malaisie péninsulaire.

## Répartition
Arbre de petite taille, endémique aux forêts basses et saisonnièrement inondées du nord-est de l'état de Johore.